# Ohrid Lacus
L'Ohrid Lacus è una struttura geologica della superficie di Titano.
Il suo nome ricorda quello del Lago di Ocrida.